# 모잠비크긴가락박쥐
모잠비크긴가락박쥐(Miniopterus mossambicus)는 긴가락박쥐과에 속하는 박쥐의 일종이다. 모잠비크의 토착종이다.

## 특징
작은 박쥐로 전체 몸길이는 99~104mm이고, 전완장은 41~44.9mm이다. 꼬리 길이는 47~50mm, 발 길이는 6~9mm, 귀 길이는 8.8~10mm이다. 몸무게는 최대 9g이다.